# Sywania Lolińska
Sywania Lolińska – (1643 m n.p.m.) szczyt w północno−zachodniej części Gorganów, które są częścią Beskidów Wschodnich. Szczyt ten znajduje się w ramieniu Jajka Ilemskiego, na północ od przełęczą Sołotwinka (1355 m n.p.m.).